# Tinea sindonia
Tinea sindonia är en fjärilsart som beskrevs av Edward Meyrick 1911. Tinea sindonia ingår i släktet Tinea och familjen äkta malar. Inga underarter finns listade i Catalogue of Life.